# Mangde Chhu
Le Mangde Chhu ou Tongsa est une rivière qui coule dans le centre du Bhoutan et le traverse à peu près du nord au sud. C'est un affluent droit du Manas, donc un sous-affluent du fleuve le Brahmapoutre.

## Géographie
La rivière prend sa source dans le district de Wangdue Phodrang (ou dzongkhag à Dzongkha), près du Gangkhar Puensum, le plus haut sommet du Bhoutan culminant à 7 546 m. La principale autoroute (est-ouest) du Bhoutan traverse le Mangde Chhu à quelque 8 km à l'ouest de Trongsa. Au sud de Trongsa, la rivière draine les pentes orientales des Montagnes Noires et forme les limites orientales du parc national de Black Mountain et du parc national Royal Manas. Une autre autoroute suit la rivière au sud de Trongsa à Shemgang. L'autoroute quitte la rivière à Tingtinbi et atteint finalement la frontière indienne à Gelegphug. Au sud de Tingtinbi, le Mangde est rejoint par la rivière Bumthang par l'est, et est connu sous le nom de Tongasa. Peu de temps avant d'entrer en Inde à Assam, la rivière Manas se jette dans la rivière par l'est et la rivière quitte le Bhoutan près de Manas.

## Aménagements et écologie
Les villes et zones importantes traversées par la route Trongsa - Gelegphug sont les rizières Shemgang (ou Shamgong), Taama, Bataase et Surey. La route et les ponts ont été construits par l'Indian Border Roads Organization. Parmi le nombre de ponts construits sur cette rivière, deux méritent d'être signalés, les ponts suspendus « Bailey » d'environ 360 pieds (109,728 m), l'un près de Hathisar et l'autre à Tama construit entre 1963 et 1965. 
Une expédition de rafting sur la rivière a fait l'objet d'un documentaire en 2007 sur Discovery Channel TV Adventure Bhutan.